# Agencja Orakzai
Agencja Orakzai (paszto: د اورکزو قبايلي سيمه) – agencja w zachodnim Pakistanie na obszarze Terytoriów Plemiennych Administrowanych Federalnie. W 1998 roku liczyła 225 441 mieszkańców.